# Лесниковський
Лесниковський (рос. Лесниковский) — селище у Сузунському районі Новосибірської області Російської Федерації.
Входить до складу муніципального утворення Меретська сільрада. Населення становить 322 особи (2010).

## Історія
Згідно із законом від 2 червня 2004 року органом місцевого самоврядування є Меретська сільрада.

## Населення
| 2002 | 2007 | 2010 |
| ---- | ---- | ---- |
| 346  | ↘329 | ↘322 |